# Zeus (casa discografica)
La Zeus è una casa discografica italiana e studio di registrazione fondata nel 1962.

## Storia

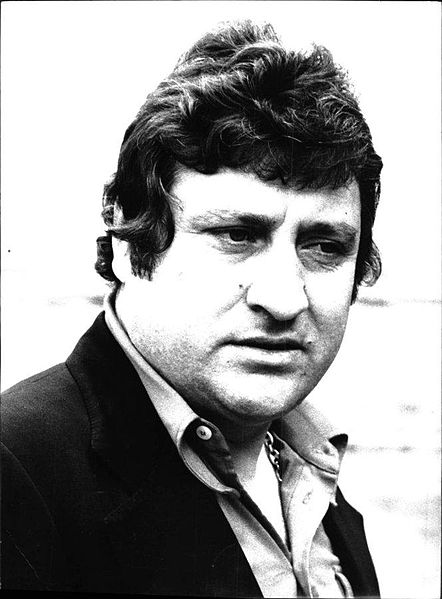
Mario Merola

La Zeus, nata come Dischi Zeus e successivamente con la denominazione cambiata in Industria Discografica Zeus, è stata fondata nel 1962 da Espedito Barrucci (alla morte del fondatore i titolari dell'azienda sono diventati i figli Antonio Barrucci e Ciro Barrucci); il direttore artistico è stato per molti anni il maestro Gianni Aterrano.
Il fondatore Espedito Barrucci molti anni prima avendo una grande passione per la musica e per la sua Napoli, fondò l'Edizione Musicale G I B A nei primi anni 40.
La sede fu dapprima in via Cesare Rosaroll 36, 80139, Napoli; successivamente si trasferì dapprima in via Ludovico Astore 28, poi in via Giuseppe Verdi 6, 80133 (Galleria Umberto I 83), Napoli, dove fu creato il famoso studio di registrazione "Zeus". La sede attuale si trova in Via Don Bosco 8 80141 Napoli (Na).
L'etichetta ha scoperto e lanciato alcuni tra i più noti artisti napoletani, come Massimo Ranieri, Peppino Gagliardi, Tony Astarita, Mario Merola, Enzo di Domenico, Antonio Buonomo, Federico Salvatore, Gigi D'Alessio; tra i non napoletani che hanno inciso per la Zeus ricordiamo Gli Armonium, I Brutos, Franco Tortora e Cocky Mazzetti.
Dal punto di vista dei generi musicali, l'etichetta ha spaziato dal melodico al folk, pubblicando anche dischi di rock progressivo (ad esempio Gigi Pascal e la Pop Compagnia Meccanica).
I suoi artisti hanno partecipato a molti festival e manifestazioni: oltre al Festival di Napoli, ricordiamo Un disco per l'estate, manifestazione in cui la Zeus fu presente nell'edizione del 1971 con Il tuo sorriso, cantata da Franco Tortora, del 1972 con Non mi aspettare questa sera, cantata da Tony Astarita, nel 1973 con Tu mi regali l'estate, presemtata da Miro, nel 1974 con due brani, Na varca a vela , interpretata da Mario Abbate e Stanotte 'mbraccio a te, cantata da Tony Astarita, e nel 1975 con Profumo di ginestre, presentata da Giulietta Sacco.
La Zeus ha inoltre distribuito alcune piccole etichette satelliti, tra cui ricordiamo la Suez - Napoli Record - Gds - Napoli Project - Eros- BRC Italia - Visco Disc.

## I dischi pubblicati
Tutte le informazioni riguardanti i dischi, compreso il numero di catalogo e la datazione provengono dai supporti fonografici dell'archivio della Discoteca di Stato italiana.
Sia gli album che i 45 giri hanno, nel numero di catalogo, la sigla BE, cioè le iniziali del fondatore; negli anni settanta a questa numerazione nel catalogo se ne affiancherà un'altra, con la sigla BC.

### 33 giri
| Numero di catalogo | Anno | Interprete                       | Titolo Album                             |
| ------------------ | ---- | -------------------------------- | ---------------------------------------- |
| BE 0013            | 1967 | Achille Togliani                 | Achille Togliani                         |
| BE 0015            | 1967 | Mario Merola                     | Mario Merola                             |
| BE 0016            | 1967 | Mario Merola                     | Mario Merola                             |
| BE 0018            | 1967 | Sandra Mondaini ed Elio Pandolfi | Arabella & Filiberto                     |
| BE 0019            | 1967 | Mario Merola                     | Mario Merola                             |
| BE 0020            | 1967 | Mario Merola                     | Mario Merola                             |
| BE 0021            | 1968 | Peppino Gagliardi                | Peppino Gagliardi                        |
| BE 0022            | 1968 | Nando Prato                      | Nando Prato                              |
| BE 0027            | 1971 | Antonio Buonomo                  | Antonio Buonomo                          |
| BE 0035            | 1971 | Teddy                            | 'Na voce e 'na chitarra                  |
| BE 0053            | 1973 | Tina Polito                      | Per nascere ci vuole un corpo e un'anima |
| BE 0054            | 1973 | Miro                             | Per conoscermi                           |
| BE 0056            | 1973 | Giulietta Sacco                  | Amore passione e folkclore               |
| BE 0058            | 1973 | Raf Dalì                         | Luci e ombre                             |
| BE 0067            | 1974 | Giulietta Sacco                  | Manname 'e cunfiette                     |
| BE 0080            | 1974 | Giancarlo D'Auria                | Cara piccina                             |
| BE 0083            | 1974 | Filippo Schisano                 | Per amore..... odio mio figlio           |
| BE 0085            | 1975 | Antonio Buonomo                  | Vasame                                   |
| BE 0091            | 1975 | Giulietta Sacco                  | Giulietta Sacco                          |
| ER 6054            | 1978 | Nino Delli                       | Lassamece accussì                        |
| BE 0104            | 1981 | Antonio Buonomo                  | Divinità                                 |
| BE 0228            | 1989 | Rosanna Aprea                    | Segreti                                  |

### 45 giri
| Numero di catalogo | Anno | Interprete                                  | Titolo album                                                         |
| ------------------ | ---- | ------------------------------------------- | -------------------------------------------------------------------- |
| ZS 90001           | 1962 | Peppino Gagliardi                           | 'A voce 'e mamma/Madison italiano                                    |
| BE 90005           | 1962 | Pino Iove                                   | Vint'anne 'e carcere/'O buffunciello!                                |
| ZS 90007           | 1962 | Tony Ringo                                  | Oltre l'amore/Soli...Noi due                                         |
| BE 101             | 1963 | Peppino Gagliardi                           | Quanno vuo' tu/A canzone 'e Napule                                   |
| BE 102             | 1963 | Peppino Gagliardi                           | T'amo e t'amerò/L'oscurità                                           |
| BE 103             | 1963 | Peppino Gagliardi                           | 'A voce 'e mamma/T'amo e t'amerò                                     |
| BE 104             | 1963 | Wanda Prima                                 | Te ne vaie/Tic, tic, tac fa 'o rilorgio                              |
| BE 105             | 1963 | Wanda Prima                                 | 'E ccumpagne toie/Nuttata 'e gelusia                                 |
| BE 106             | 1963 | Peppino Gagliardi                           | Ascolta mio Dio/Tornerai da me                                       |
| BE 108             | 1963 | Wanda Prima                                 | L'addio/E' mmummarelle                                               |
| BE 111             | 1963 | Peppino Gagliardi                           | Piango/Ascolta mio Dio                                               |
| BE 112             | 1964 | Bobby Pagano                                | Una lacrima sul viso/Maje                                            |
| BE 113             | 1964 | Gianni Rock                                 | Lassù qualcuno mi ama/Un ragazzo come me                             |
| BE 114             | 1964 | Nick Pagano                                 | E vai/Never                                                          |
| BE 115             | 1964 | Nick Pagano                                 | Desiderio di lei/L'insegna luminosa                                  |
| BE 116             | 1964 | Gianni Rock                                 | Preghiera/Una bocca, due occhi e un nome                             |
| BE 117             | 1964 | Mario Merola                                | Malommo/Tu me lasse                                                  |
| BE 118             | 1964 | Mario Merola                                | 'A fede (l'urdemo bicchiere)/Velo niro                               |
| BE 119             | 1964 | Mike Fusaro                                 | Il mio amore/Voglio vederti (un'ultima volta)                        |
| BE 120             | 1964 | Settesoldi e il suo complesso               | Stasera non verrai/Una lacrima sulla tastiera                        |
| BE 121             | 1964 | Mario Merola                                | Canciello 'e cunvento/Dduje sciure arancio                           |
| BE 123             | 1964 | Complesso Zeus                              | El caballero/Locura de amor                                          |
| BE 125             | 1964 | Mario Merola                                | Rosa 'nfamità/Nu poco 'e tutte cose                                  |
| BE 126             | 1964 | Mario Merola                                | Doce è 'o silenzio/'Mbrellino 'e seta                                |
| BE 127             | 1964 | Gianni Rock                                 | Se mi aspetti stasera/La prima volta                                 |
| BE 128             | 1964 | Gianni Rock                                 | Tanti auguri señora/Non chiudere la porta                            |
| BE 129             | 1964 | Walter Fugazza                              | Attenti alla mazza/Cicerenella                                       |
| BE 131             | 1964 | Complesso Zeus                              | Tango twist/Improvvisazione cubana                                   |
| BE 132             | 1964 | Mario Merola                                | Suonno 'e cancelle/Ddoje vote carcerato                              |
| BE 133             | 1964 | Mario Merola                                | 'O zampugnaro/Acale 'e scelle                                        |
| BE 134             | 1964 | Mario Merola                                | Schiavo senza catene/Te chiammavo Maria                              |
| BE 135             | 1964 | Peppino Gagliardi                           | 'A voce 'e mamma/Quanno vuo' tu                                      |
| BE 137             | 1964 | Mario Merola                                | 'A sciurara/Se n'è gghiuta                                           |
| BE 138             | 1964 | Italo e The Neapolitans                     | Tu sei in me/Crazy locomotion                                        |
| BE 139             | 1964 | Wanda Prima                                 | Sega sega/Veleno si pè mme                                           |
| BE 142             | 1965 | Monica Del Po                               | Ammore busciardo/Che songo 'e rrose                                  |
| BE 143             | 1965 | Achille Togliani                            | T'aspetto a maggio/E mo...addò staie?                                |
| BE 144             | 1965 | Mario Merola                                | T'aspetto a maggio/Tu stasera si' Pusilleco                          |
| BE 145             | 1965 | Monica Del Po                               | Sò fatta accussì/Vattenne, và!                                       |
| BE 146             | 1965 | Nunzia Greton                               | Io ca te voglio bene/Matrimonio alla napoletana                      |
| BE 147             | 1965 | Virginia                                    | Sò fatta accussì!/'O peccato                                         |
| BE 148             | 1965 | Mario Merola                                | Legge d'onore/Parola d'onore                                         |
| BE 149             | 1965 | Achille Togliani                            | Addio signora/Signorinella                                           |
| BE 150             | 1965 | Achille Togliani                            | Fox della luna/Fontana di Trevi                                      |
| BE 151             | 1965 | Achille Togliani                            | Lasciami cantare una canzone/Ora o mai più                           |
| BE 152             | 1965 | Achille Togliani                            | Un saludo y una lagrima/Non c'è più                                  |
| BE 153             | 1965 | Achille Togliani                            | Una lacrima sul viso/Non c'è più                                     |
| BE 154             | 1965 | Achille Togliani                            | Che cos'è la libertà/Bella                                           |
| BE 155             | 1965 | Achille Togliani                            | Una mano di sole/Ischia incantata                                    |
| BE 156             | 1965 | Nando Prato                                 | Stornello amaro/Torna maggio                                         |
| BE 178             | 1966 | Mario Merola                                | 'A prucessione/'Nu capriccio                                         |
| BE 179             | 1966 | Mario Merola                                | L'ultima 'nfamità/Carmela Spina                                      |
| BE 180             | 1966 | Mario Merola                                | Canzona marinaresca/'Nu capriccio                                    |
| BE 181             | 1966 | Mario Merola                                | Scetate/'O zampugnaro                                                |
| BE 182             | 1966 | Mario Merola                                | Core furastiero/Carmela Spina                                        |
| BE 183             | 1966 | Mario Merola                                | Pusilleco addiruso/L'ultima 'nfamità                                 |
| BE 184             | 1966 | Mario Merola                                | 'O mare 'e Mergellina/Pusilleco addiruso                             |
| BE 185             | 1966 | Mario Merola                                | Canzona marinaresca/Surdate                                          |
| BE 186             | 1966 | Achille Togliani                            | La tromba bianca/Tutta l'estate                                      |
| BE 187             | 1966 | Achille Togliani                            | A luci spente/La tromba bianca                                       |
| BE 188             | 1966 | Mario Merola                                | Femmene 'e tammorre/Dipende a te                                     |
| BE 189             | 1966 | Mario Merola                                | Ciento catene/Tengo mamma ca m'aspetta                               |
| BE 190             | 1966 | Cinzia                                      | Verrò a chiederti perdono/Dimme addò staie                           |
| BE 192             | 1966 | Wanda Prima                                 | L'addio/'E ccumpagne toie                                            |
| BE 195             | 1966 | Mario Merola                                | E bonanotte a sposa/Mamma schiavona                                  |
| BE 196             | 1966 | Mario Merola                                | 'A voce 'e mamma/Surriento d''e 'nnammurate                          |
| BE 199             | 1967 | Mario Merola                                | 'A bandiera/Senza guapparia                                          |
| BE 201             | 1967 | Gigi Pascal                                 | Cuore matto/Bisogna saper perdere                                    |
| BE 203             | 1967 | Mario Merola                                | Allegretto...ma non troppo/'E vvarchetelle                           |
| BE 204             | 1967 | Mario Merola                                | Freva 'e gelusia/N'ata passione                                      |
| BE 205             | 1967 | Nando Prato                                 | Napule 'vo cantà/Senza catene                                        |
| BE 206             | 1967 | Gelsomina Giannattasio                      | Chiuveva/Niente pè mme, niente pè tte!                               |
| BE 207             | 1967 | Mario Merola                                | E quatte vie/Luna dispettosa                                         |
| BE 208             | 1967 | George Mustang                              | Quando la mamma se ne va/Fermiamoci un po'                           |
| BE 210             | 1967 | Sandra Mondaini e Elio Gandolfi             | Barzellette/Le malattie di Arabella                                  |
| BE 211             | 1967 | Sandra Mondaini e Elio Gandolfi             | Il gelato/Barzellette                                                |
| BE 212             | 1967 | Mario Merola                                | Dal Vesuvio con amore/Fantasia                                       |
| BE 213             | 1967 | Nando Prato                                 | Per lui/Amico del vento                                              |
| BE 216             | 1968 | The Rowers                                  | Non c'è più niente per me/L'amore mio per te                         |
| BE 220             | 1968 | Miranda Martino                             | Il mio valzer/Una rosa nel sole                                      |
| BE 221             | 1968 | Mario Merola                                | Ammanettato/Mamma schiavona                                          |
| BE 222             | 1968 | Mario Merola                                | Malaspina/Bonanotte 'a sposa                                         |
| BE 223             | 1968 | Gianni e I Dinamici                         | Un amore fallito/Amore di spiaggia                                   |
| BE 224             | 1968 | Mario Merola                                | Comm' 'a 'nu sciummo/Malasera                                        |
| BE 225             | 1968 | Mario Merola                                | Cchiù forte 'e me/Uocchie 'e mare                                    |
| BE 226             | 1968 | Nunzia Greton                               | 'O munno è 'na palla/'Na rosa e 'nu curtiello                        |
| BE 227             | 1968 | Cinzia                                      | 'O munno è 'na palla/Verrò a chiederti perdono                       |
| BE 228             | 1968 | Gloriana                                    | Ammore mio/Ci sono io che ti amo                                     |
| BE 230             | 1968 | Nando Prato                                 | Quann'ero guaglione/Dove sta Zazà                                    |
| BE 231             | 1968 | Nando Prato                                 | Stornellatella a me'/Luna marinara                                   |
| BE 232             | 1968 | Nando Prato                                 | Borgo antico/Tango del mare                                          |
| BE 233             | 1968 | Tony Valentino                              | Pigliammoce 'o ccaffè/Bizzuchella                                    |
| BE 234             | 1968 | Cocky Mazzetti                              | Pioggia di settembre/Coltivatore di garofani                         |
| BE 235             | 1968 | Tony Valentino                              | Io te perdono/Bella e 'nfama                                         |
| BE 238             | 1969 | Pina Iodice                                 | Musica doce/Tu si tutto pe' mme'                                     |
| BE 239             | 1969 | Modestina Mele                              | Vorrei non ci fosse nessuno/Non piangerai                            |
| BE 240             | 1969 | Rosalba Orefice                             | Chi mi farà felice/Quel ragazzo del sud                              |
| BE 241             | 1969 | Rosalba Orefice                             | Com' è freddo il sole questa estate/No e sì                          |
| BE 247             | 1969 | Giacomo Rondinella                          | N'angiulillo/I' so' felice                                           |
| BE 248             | 1969 | Franco D'Ambra                              | 'Na rosa...mille rose/'E ttre ccanzone                               |
| BE 249             | 1969 | Lucia Valeri                                | 'O scugnizzo/Stai sempe cca                                          |
| BE 250             | 1969 | Cinzia                                      | Sì stato tu/Portame a Marechiaro                                     |
| BE 251             | 1969 | Mario Di Gilio                              | Ciuccio fa tu!/'A partita 'e pallone                                 |
| BE 254             | 1969 | Uccio Ferrari                               | Felice accanto a lui/Se ritorni da me                                |
| BE 258             | 1969 | Ubaldo Fassio                               | Ricorderò te/Come sorge il sole                                      |
| BE 259             | 1969 | Honil                                       | Io senza te/Una partita a carte                                      |
| BE 261             | 1969 | Rosalba Orefice                             | L'amore non è lunatico/Come rugiada tu                               |
| BE 263             | 1969 | Lucia Valeri                                | Un sorso di caffè/Essere insieme                                     |
| BE 266             | 1969 | Rosalba Orefice                             | Ti sta bene/Canta con me                                             |
| BE 270             | 1970 | Antonio Buonomo                             | Tengo vint'anne/Canzone senza voce                                   |
| BE 271             | 1970 | Antonio Buonomo                             | Acqua passata/Ma chi t''o fa fà                                      |
| BE 273             | 1970 | Manolito                                    | Un angelo dal cielo/Un sole inutile                                  |
| BE 274             | 1970 | Margherita Adamo                            | Cuore mio canta/Amarti sempre più                                    |
| BE 275             | 1970 | Gigi Pascal                                 | Questa sera piangerò/È la mia pena                                   |
| BE 276             | 1970 | Antonio Buonomo                             | 'O ritratto 'e Nanninella/'A carestia 'e ll'uommene                  |
| BE 277             | 1970 | Antonio Buonomo                             | Questo viso non mi è nuovo/E' la mia pena                            |
| BE 281             | 1970 | Lina Montini                                | Qui finisce il nostro amore/.......                                  |
| BE 283             | 1970 | Antonio Buonomo                             | 'O rammariello/Nun è gelusia                                         |
| BE 284             | 1970 | Raoul                                       | Perdutamente/Nù desiderio                                            |
| BE 285             | 1970 | Antonio Buonomo                             | Casanova 70/'Nnammurato 'e Marechiaro                                |
| BE 288             | 1970 | Rita Berti                                  | Casanova 70/'Nnammurato 'e te                                        |
| BE 296             | 1970 | Antonio Buonomo                             | 'Mbriaco d'ammore/Nun è gelusia                                      |
| BE 298             | 1970 | Piero Festa                                 | 'On titto e 'o cane/Malaspina                                        |
| BE 299             | 1970 | Gigi Pascal                                 | Il giorno dell'addio/Istoria de un amor                              |
| BE 306             | 1970 | Rino Gioielli                               | Sfreggio cu sfreggio/'O carruzziero                                  |
| BE 311             | 1970 | Gloriana                                    | Il ballo del pon pon/Ahi! Ahi! Ahi!                                  |
| BE 312             | 1970 | Gloriana                                    | Guarda il sole/Che sarà di me                                        |
| BE 317             | 1971 | Luciano Rossi                               | C'era una volta un albero/Non dire altro                             |
| BE 320             | 1971 | Van Cesco                                   | Un soldo d'amore/Nulla, proprio nulla                                |
| BE 321             | 1971 | Nita                                        | Un demone dal volto d'angelo/E' inutile                              |
| BE 324             | 1971 | Franco Tortora                              | Il tuo sorriso/Rosa bianca                                           |
| BE 326             | 1971 | Gianni Antista                              | Un sole inutile/ Amore mi hai lasciato                               |
| BE 329             | 1971 | Gloriana                                    | Uffà, nun me scuccià/'A fine                                         |
| BC 4003            | 1971 | I Brutos                                    | Uffà, nun me scuccià/Le mele                                         |
| BC 4008            | 1971 | Gigi Pascal e I Nuovi Gemini                | Un amore è nato già/Georgia                                          |
| BE 338/BC 4012     | 1972 | Nunzio Gallo                                | Guapparia/'A sirena                                                  |
| BC 4013            | 1972 | Nunzio Gallo                                | 'O surdato nnammurato/'O sole mio                                    |
| BC 4015            | 1972 | Nunzio Gallo                                | Malafemmena/Dduje scunusciute                                        |
| BC 4018            | 1972 | I Saraceni                                  | Sole d'ammore/'O gallo                                               |
| BE 346/BC 4020     | 1972 | Mario Trevi                                 | 'O contrabbandiere/'Nu fiore pe' 'na mamma                           |
| BE 348/BC 4022     | 1972 | Tony Astarita                               | Madunnella nera/Cerco scusa                                          |
| BE 349/BC 4023     | 1972 | Sanny Conte e il suo complesso              | Perdutamente/L'urdemo raggio 'e sole                                 |
| BE 350/BC 4024     | 1972 | Mario Trevi                                 | 'O carabiniere/'A malavita                                           |
| BE 351             | 1972 | Tony Astarita                               | Coppola nera/'A recita                                               |
| BE 352/BC 4026     | 1972 | Enzo Conte                                  | 'O cavalluccio russo russo/Core sperduto                             |
| BE 353             | 1972 | Tony Astarita                               | Non mi aspettare questa sera/Cosa sarò                               |
| BE 354/BC 4028     | 1972 | Tony Astarita                               | Io nun credo cchiù a niente/Na' rossa malupina                       |
| BE 361/BC 4030     | 1972 | Tony Astarita                               | Comm'a boeme/'Nu velo e bbene                                        |
| BC 4037            | 1973 | Enzo Giusti                                 | 'O cunfidente/Giovane onorato                                        |
| BC 4038            | 1973 | Tony Astarita                               | Le napoletane del '900/Marcetta 'e campagna                          |
| BC 4039            | 1973 | Tina Polito                                 | Capriccio 'e Positano/'A pagina cchiù bella                          |
| BC 4040            | 1973 | Gianna Cavalieri                            | 'E rrose d''a dummeneca/Ammore e caratè                              |
| BC 4062            | 1973 | Enzo e I Mirage                             | Maria/'Na rosa ciento rose                                           |
| BE 359             | 1973 | Tony Astarita                               | Lisa/Un po' di tenerezza                                             |
| BE 360             | 1973 | Gloriana                                    | A Napoli che c'è/No, nun parlà                                       |
| BE 364/BC 5007     | 1973 | Tina Polito                                 | Se fosse per me/Un demone dal volto d'angelo                         |
| BE 366             | 1973 | Tony Astarita                               | Ti prego non piangere/Un po' di tenerezza                            |
| BE 373/BC 5014     | 1973 | Laura                                       | Se avessi dato retta... a chi mi ama/Vorrei che il tempo si fermasse |
| BE 374/BC 5015     | 1973 | Ersilio                                     | E' GiuntaL'Ora Mia/Dimme De Si                                       |
| BE 376/5017        | 1973 | Adelina                                     | Settembre Settembre/Vecchia Pianola                                  |
| BE 378/BC 5019     | 1973 | Lilly Sciorato                              | Duemila volte si/Insieme a te                                        |
| BE 380/BC 5021     | 1973 | Miro                                        | Tu mi regali l'estate/Camminando sui tetti delle case                |
| BE 403             | 1973 | Mario Abbate                                | Peccato!/Nù munno 'e bene                                            |
| BE 407             | 1973 | Mario Abbate                                | Gesù bambino nasce a Napoli/2ª parte                                 |
| BE 411             | 1974 | Mario Abbate                                | Tradimento all'omertà/2ª parte (Prosa)                               |
| BE 412             | 1974 | Mario Abbate                                | Tu parte/Nun c'è bisogno 'e voce                                     |
| BE 414             | 1974 | Mario Abbate                                | Tradimento all'omertà/Pronto soccorso                                |
| BE 419             | 1974 | Mario Abbate                                | 'Na varca a vela/Vattenne                                            |
| BC 5022            | 1974 | Mara Raineri                                | Insieme a te/Volesse Iddio                                           |
| BC 5024            | 1974 | Franco Garofano                             | Quel momento senza fine/Vecchia pianola                              |
| BC 5025            | 1974 | Miro                                        | Era il male/It was evil                                              |
| BC 5027            | 1974 | Miro                                        | Estate mia/Amare                                                     |
| BC 5032            | 1975 | Le Onde Blu                                 | Violenza/Suggestione                                                 |
| BC 5033            | 1975 | Gigi Pascal                                 | Ricominciare/Tanti auguri señora                                     |
| BC 5034            | 1975 | Giulietta Sacco                             | Profumo di ginestra/Non ci credo più                                 |
| BC 5036            | 1975 | Gigi Pascal e la Pop Compagnia Meccanica    | Amarti come non mai/La terza luna                                    |
| BC 5037            | 1975 | Maria Kelly                                 | 'A libertà/Freedom ('A libertà)                                      |
| BC 5038            | 1975 | Franco Tortora                              | Un figlio/Camicetta                                                  |
| BC 5039            | 1975 | Giancarlo D'Auria                           | Come un anno fa/Cara piccina                                         |
| BC 5041            | 1976 | Nunzio Gallo                                | Nostalgia/Fermati tu                                                 |
| BC 5042            | 1975 | Giancarlo D'Auria                           | Piccolo amore mio/Più forte di prima                                 |
| BC 5043            | 1977 | Giulietta Sacco                             | 'E te perdutamente/Dicitencielle                                     |
| BC 5044            | 1977 | Giancarlo D'Auria                           | Tu dormi dolce amore/Senza ricordi                                   |
| BC 5046            | 1977 | Filippo Schisano                            | Una medaglia in due/Ti canterò l'Ave Maria                           |
| BC 5047            | 1977 | Monica e Fabio                              | Papà Natale/Papà Natale (strumentale)                                |
| BC 5048            | 1977 | Rinomato Parco Lombardo                     | Dialogo/Sognare                                                      |
| BC 5051            | 1977 | Filippo Schisano                            | Nun me lassà/Concerto pè tte                                         |
| BC 5054            | 1980 | Enrico Cascella                             | Perché mi hai fatto innamorare/Ciochi ciochi                         |
| BC 5055            | 1980 | Olga Zago                                   | Come un bolero/Il mio mondo                                          |
| BC 5057            | 1981 | Enzo di Domenico                            | Si Annamaria/La voglia                                               |
| BC 5059            | 1981 | Gloriana                                    | Napolisì/Posso offrirti un caffè                                     |
| BC 5061            | 1982 | Filippo Schisano                            | Te voglio bene/ Sola sola                                            |
| BC 5062            | 1981 | Mario Mari and Brothers                     | Ausonia/Ricordi d'estate                                             |
| BC 5063            | 1982 | Fiocco                                      | Basta mò/Notte 'e juorne                                             |
| BC 5065            | 1984 | Maxfania                                    | Tre numeri al lotto/Piccolo mondo                                    |
| BC 5066            | 1985 | Emilio Campassi (lato A) - Le Fans (lato B) | L'inno a Maradona/L'inno di Nino D'Angelo                            |

## Artisti
A
- Adelina
- Alessio
- Anthony
- Antonio Buonomo
- Antonio Ottaiano

C
- Carmelo Zappulla

E
- Enzo di Domenico
- Emiliana Cantone
- Ersilio

F
- Franco Ricciardi
- Franco Moreno
- Franco Calone

G
- Gigi D'Alessio
- Gianluca Capozzi
- Gianluca
- Gianni Fiorellino
- Gigi Finizio

I
- Ivan Granatino
- Ida Rendano

L
- Luciano Caldore
- Luca Sepe
- Lucia Cassini

M
- Mario Merola
- Mauro Nardi
- Massimo Ranieri
- Mario Trevi
- Mimmo Dany

N
- Nancy Coppola
- Nino D'Angelo
- Nino Delli

R
- Raffaello
- Rosario Miraggio
- Rosy Luana lai

T
- Tony Marciano
- Tommy Riccio
- Tony Astarita
- Tony Colombo